# 비라강

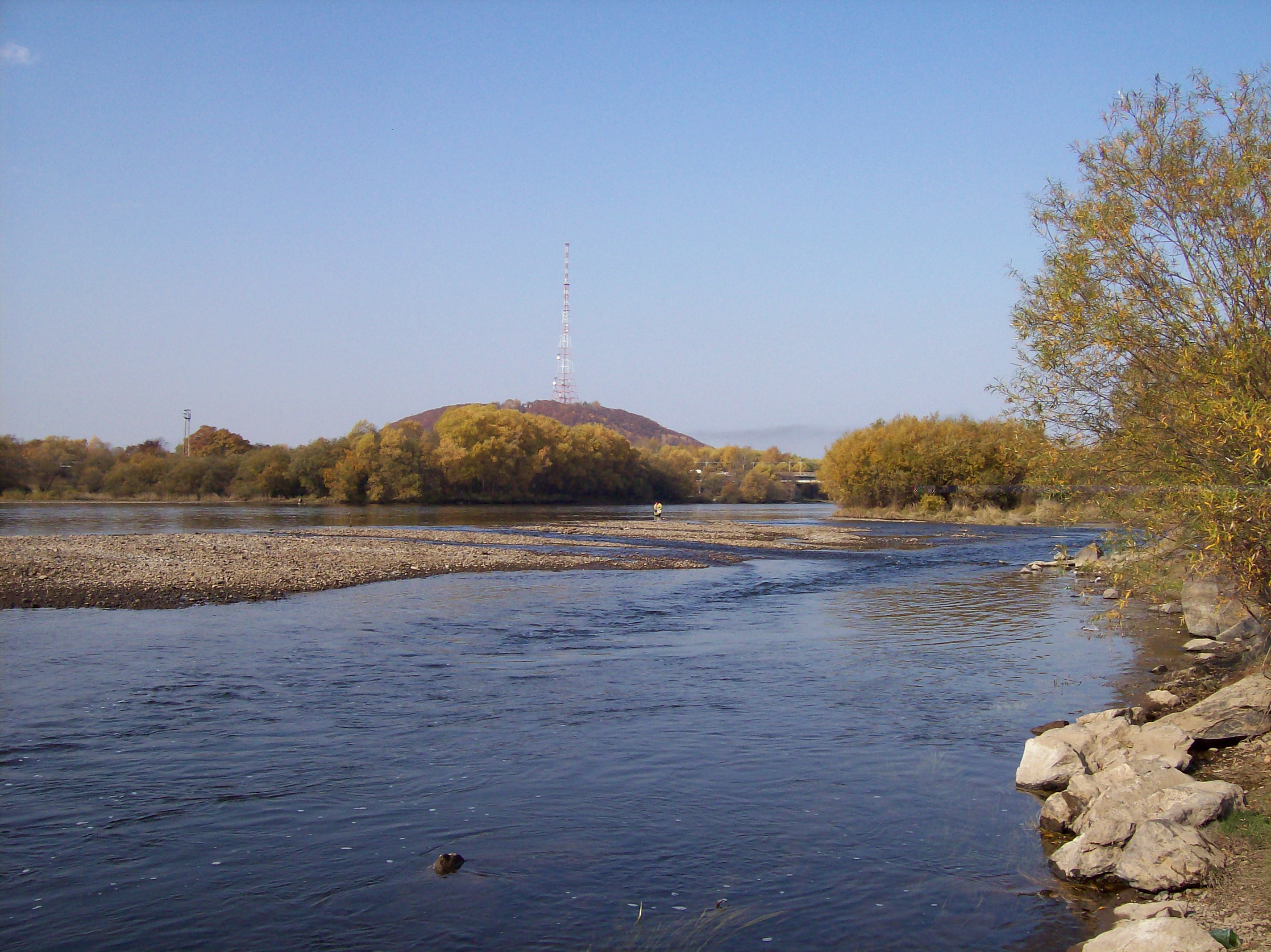

비라강(러시아어: Би́ра, 예벤키어로는 "강"이라는 뜻)는 유대인 자치주를 흐르는 강으로 아무르강의 지류이다.
유역 길이는 424 km, 유역 면적은 9580 km2이다.